# Mahler (cratère)
Pour les articles homonymes, voir Mahler (homonymie).
Mahler est un cratère d'impact présent sur la surface de Mercure. 
Le cratère fut ainsi nommé par l'Union astronomique internationale en 1976 en hommage au compositeur autrichien Gustav Mahler. 
Son diamètre est de 104 km. Il se situe dans le quadrangle de Kuiper (quadrangle H-6) de Mercure.